# Comuna Starîi Hvizdeț, Colomeea
Starîi Hvizdeț (în ucraineană Старий Гвіздець) este o comună în raionul Colomeea, regiunea Ivano-Frankivsk, Ucraina, formată din satele Malîi Hvizdeț și Starîi Hvizdeț (reședința).

## Demografie
Componența lingvistică a comunei Starîi Hvizdeț
     Ucraineană (99,78%)
     Alte limbi (0,12%)
Conform recensământului din 2001, majoritatea populației comunei Starîi Hvizdeț era vorbitoare de ucraineană (99,78%), existând în minoritate și vorbitori de alte limbi.